# 和木ちえり
和木 ちえり（わき ちえり、1964年9月2日 - ）は、スターライズ所属の歌手・タレント。神奈川県出身。
旅番組のリポーターとしての知名度が高いが、歌手としても活躍しており、自ら作詞・作曲・ボーカルを手がけた楽曲が、自身の出演した旅番組のEDに使われたことがあった。
また、女優としてテレビドラマや舞台に出演することが頻繁にある。

## 出演番組
バラエティ番組
- 新・わくわく温泉旅（パワーテレビジョン制作、独立U局他民放配信）
- 満腹紀行（パワーテレビジョン制作、独立U局他民放配信）
- いい伊豆みつけた（伊豆急ケーブルネットワーク制作、関東独立U局他民放配信）
- ふたりでブランチ（千葉テレビ）
- なるほどザ・ワールド（フジテレビ系列全国ネット）
- ぷちマダムのぷちバカンス（テレビ朝日）
- ピロピロミッチの宇宙クイズ！（サイエンスチャンネル）

ドラマ
- 学校へ行こう!（フジテレビ）
- 城（フジテレビ「世にも奇妙な物語」）

映画
- attitude